# Alexander Becker (Kupferstecher)
Alexander Becker (* 21. Dezember 1828 in Berlin; † 6. Februar 1877 ebenda) war ein deutscher Kupferstecher. 
Er nahm 1845, wie ein Jahr zuvor sein älterer Bruder Karl, ein Studium an der Berliner Akademie auf, wo er durch sein bedeutendes Zeichentalent allgemeine Aufmerksamkeit erregte. Ursprünglich wollte er Maler werden, wandte sich aber auf Anraten Habelmanns und Feckerts ganz dem Kupferstich zu. Nach dem Studium war er als Reproduktionsstecher tätig. Er arbeitete, wie sein Bruder, in Linienstich und in Mezzotinto.

## Werke (Auswahl)
- Auf der Bleiche (nach Otto Weber)
- Der Besuch (nach Karl Becker)
- Die letzten Augenblicke Julius Cäsars (nach Karl von Piloty)
- Der Toast auf die Braut (nach Benjamin Vautier), 1874